# 위장취업
위장취업(僞裝就業)이란 주로 1970년대와 1980년대에 대학교 졸업자나 중퇴자들이 특정한 목적을 갖고 노동현장에 취업하던 현상을 일컫는다. 위장취업의 목적은 주로 노동운동 그러니까 노동자들이 노동자로서의 계급의식을 갖게 하려는 것이었다.

## 1970~80년대의 위장취업
당시 박정희와 전두환의 군사정권은 위장취업자들과 다수의 노동자들을 분리시키기 위해, 위장취업자들을 '목적을 달리하는 취업자'라고 불러왔다. 그러나 1985년에 있었던 대우자동차 파업투쟁 이후 정부에서는 이들을 '위장취업자'라고 불렀다. 위장취업자들이 노동자들에게 계급의식을 갖는 것을 막기 위해 주로 취한 방법으로, 정부는 해당 사업장들을 압박하여 위장취업자들을 생산직에서 사무직으로 전환시키려 했다. 그러나 위장취업자들이 정부의 탄압에 맞서 사무직 변경을 거부하고 투쟁에 나서자, 정부는 이들을 이념적 불순세력으로 매도하고, 공식적 혹은 비공식적 방법을 통해 위장취업자들을 색출, 해고하기도 했다.

## 1990년대 이후의 위장취업
1990년대 이후 군부독재정권의 종식과 소련의 몰락으로 위장취업을 통해 노동운동을 하는 사람들의 숫자는 크게 줄어들었다. 하지만 위장취업 자체가 모두 사라진 것은 아니며, 여전히 위장취업을 통해 노동운동을 벌이는 사람들이 다수 존재한다.
한편, 위장취업이 활발했던 시절, 위장취업자들과 일반 노동자들을 분리시키기 위한 정부의 정책은 1990년대 이후에도 계승되었다. 노동조합의 간부 몇몇을 '극성분자'로 규정하고, 파업 등 노동자들의 단체행동권이 행사될 때에는 가압류나 부당해고 등의 방법으로 일반 노동자들과 분리시키는데, 2007년 한해를 떠들석하게 했던 이랜드 비정규직 노동자들의 시위에서도 비슷한 방법이 사용되었다.

## 업무방해죄의 여부
대한민국의 대법원은 위장취업과 관련하여 위계에 의한 업무방해죄를 인정한 바 있다. 대법원 1992.6.9. 91도 2221 판결에서 노동운동을 할 목적으로 자신의 신분을 숨긴 채 타인 명의로 허위의 학력, 경력을 기재한 이력서와 생활기록부 등을 제출하여 채용시험에 합격한 경우 업무방해죄가 성립한다고 하였다. 이에 대해 헌법과 노동조합법 등이 보장하는 노동운동의 목적을 판례가 범죄시하는 것은 모순이고, 대법원의 판단은 회사취업시 노동운동의 목적을 회사 측에 대하여 알릴 의무를 사실상 강요하는 결과를 초래해 양심의 자유를 침해하며 피고인의 고학력은 업무수행에 불필요할 뿐이지 부적격한 것은 아니라는 비판이 있다.

## 기타
소설가 공지영의 등단작인 〈동트는 새벽〉은 한 여성 위장취업자의 이야기를 다루고 있다.
진보신당의 노회찬, 심상정 전 국회의원은 대표적인 위장취업 노동운동가이다. 성교육 강사로 유명한 구성애도 한때 구로공단에서 위장취업, 오디오 공장에서 일한 바 있다.